# NGC 5842
NGC 5842 este o radiogalaxie situată în constelația Boarul. A fost descoperită în 11 mai 1882 de către Édouard Stephan⁠(d).